# Séries de divisions de la Ligue américaine de baseball 2012

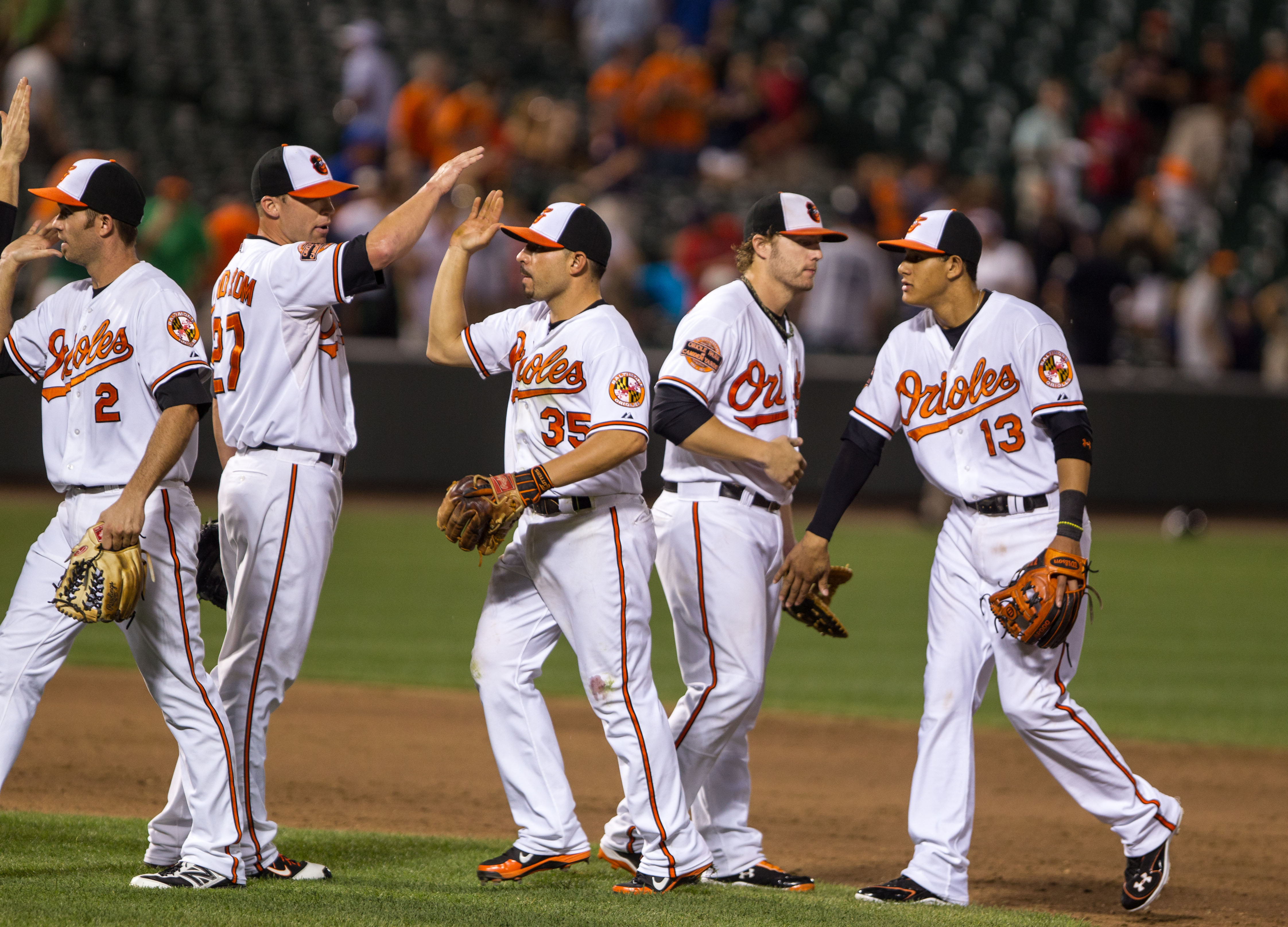
Après une première saison gagnante en 15 ans, les Orioles de Baltimore participent aux séries éliminatoires.

Les Séries de divisions de la Ligue américaine de baseball 2012 sont deux séries éliminatoires dans les Ligues majeures de baseball. Elles sont disputées du 6 au 12 octobre 2012.
Ces séries de divisions impliquant 4 équipes sont jouées au meilleur de 5 parties et ont permis aux Tigers de Détroit et aux Yankees de New York de se qualifier pour la Série de championnat 2012 de la Ligue américaine de baseball, un affrontement qui précède la Série mondiale 2012.

## Matchs éliminatoires précédant ces séries
Le 2 mars 2012, la Ligue majeure de baseball annonce un nouveau format de séries éliminatoires qui permettra à 10 équipes, et non plus 8, de se qualifier au terme de la saison régulière. Cinq clubs de la Ligue américaine et cinq de la Ligue nationale joueront en matchs d'après-saison soit, dans chaque cas, les trois champions de divisions (Est, Centrale et Ouest) et deux clubs qualifiés comme meilleurs deuxièmes. Ces deux dernières équipes n'accèdent pas automatiquement à la Série de divisions puisqu'elles devront s'affronter dans un match de barrage le 5 octobre 2012. Le vainqueur de ce match sans retour rejoindra les 3 champions de division en Séries de divisions.

### Avantage du terrain
De 1998 à 2011, l'avantage du terrain pour les Séries de division était accordé à celui des deux adversaires ayant conservé le meilleur dossier victoires-défaites en saison régulière. Des 5 parties disputées (si la série se rendait à la limite), les 2 premières étaient jouées sur le terrain de cette meilleure équipe, les 2 suivantes à l'étranger, et la 5e et ultime partie dans le stade du club ayant l'avantage du terrain. Pour 2012, la Ligue majeure change ce format « 2-2-1 » pour passer à un format « 2-3 » : c'est-à-dire que le vainqueur du match de meilleur deuxième, qui pourrait avoir une moins bonne fiche victoires-défaites que le champion de division, jouera à domicile les 2 premiers matchs de sa Série de divisions avant de devoir disputer un minimum de 1 et un maximum de 3 matchs à l'étranger, selon la durée de cet affrontement. Ce format « 2-3 » était en usage dans les Séries de divisions jouées de 1995 à 1997 avant d'être abandonné. En 2013, le format « 2-2-1 » sera de nouveau utilisé.

### Adversaires intra-division
En 2012, deux équipes de la même division s'affrontent en Séries de divisions pour la première fois depuis la première présentation de cette ronde éliminatoire en 1995. De cette première année jusqu'en 1997, la chose était techniquement possible mais ne s'était pas produite. De 1998 à 2011, un meilleur deuxième jouant dans la même division que le champion avec la meilleure fiche victoires-défaites était opposé en Série de divisions au deuxième meilleur détenteur d'un titre de section.

## Yankees de New York vs Orioles de Baltimore
Les Yankees de New York détiennent la meilleure fiche victoires-défaites de la Ligue américaine en saison régulière 2012. Leur deuxième moitié de saison est cependant moins reluisante que la première et, installés au premier rang de la division Est avec une avance de 10 parties en juillet, ils voient cet avantage fondre au fil des semaines. L'égalité avec les Orioles de Baltimore persiste en première place pendant plusieurs jours au mois de septembre, mais les Yankees terminent finalement en tête avec une fiche de 95-67, deux victoires de plus que leurs rivaux. Les Yankees sont qualifiés pour les éliminatoires pour une 17e fois en 18 saisons et gagnent leur premier titre de section depuis 2009. Malgré deux défaites de plus qu'en 2011, la franchise la plus titrée du baseball décroche un 47e championnat de division.
Les Orioles de Baltimore ont connu 14 saisons consécutives avec plus de défaites que de victoires avant de surprendre le monde du baseball en 2012, terminant en seconde place de la division Est derrière New York. Les joueurs de Buck Showalter gagnent 93 parties contre 69 défaites, une progression de 24 victoires par rapport à 2011, pour leur première qualification en éliminatoires et leur première saison gagnante depuis 1997. Forcés de disputer le match de meilleur deuxième, ils éliminent les doubles champions en titre de la Ligue américaine, les Rangers du Texas, en remportant la partie 5-1. Baltimore est en éliminatoires pour la 12e fois et recherche une première conquête de la Série mondiale depuis 1983.
Rivaux de division de longue date, les Orioles et les Yankees ne se sont affrontés auparavant qu'une seule fois en éliminatoires, les New-Yorkais enlevant quatre victoires à une la Série de championnat 1996 de la Ligue américaine. En 18 parties de saison régulière 2012, Yankees et Orioles ont enlevé chacun 9 matchs. C'est la première fois depuis la création des Séries de divisions en 1995 que deux équipes de la même section sont opposées dans cette ronde éliminatoire.

### Calendrier des rencontres
| Match | Date       | Visiteur             | Hôte                 | Score              |
| ----- | ---------- | -------------------- | -------------------- | ------------------ |
| 1     | 7 octobre  | Yankees de New York  | Orioles de Baltimore | 7 - 2              |
| 2     | 8 octobre  | Yankees de New York  | Orioles de Baltimore | 2 - 3              |
| 3     | 10 octobre | Orioles de Baltimore | Yankees de New York  | 2 - 3 (12 manches) |
| 4     | 11 octobre | Orioles de Baltimore | Yankees de New York  | 2 -1 (13 manches)  |
| 5     | 12 octobre | Orioles de Baltimore | Yankees de New York  | 1 - 3              |

### Match 1
Dimanche 7 octobre 2012 au Camden Yards de Baltimore, Maryland.
| Yankees de New York | 1 | 0 | 0 | 1 | 0 | 0 | 0 | 0 | 5 | 7 | 10 | 1 |
| Orioles de Baltimore | 0 | 0 | 2 | 0 | 0 | 0 | 0 | 0 | 0 | 2 | 8  | 1 |
| Lanceurs partants : NYY : CC Sabathia BAL : Jason Hammel Vic. : CC Sabathia (1-0) Déf. : Jim Johnson (0-1) HRs : NYY : Russell Martin (1) |   |   |   |   |   |   |   |   |   |   |    |   |

Les Yankees marquent à leur premier tour au bâton grâce au double d'Ichiro Suzuki mais les Orioles, à leur premier match éliminatoire en 15 ans, prennent les devants 2-1 en troisième manche sur un simple de Nate McLouth qui fait marquer Chris Davis et Lew Ford. New York réplique immédiatement en début de quatrième manche avec le coup sûr productif de Mark Teixeira et cette égalité de 2-2 demeure jusqu'en neuvième manche. Le meilleur releveur des Orioles, Jim Johnson, qui n'avait pas accordé de point à un adversaire depuis le 8 septembre précédent, s'amène au monticule dans cette première moitié de neuvième mais le premier frappeur qu'il affronte, Russell Martin, claque un circuit au champ gauche pour donner les devants 3-2 aux Yankees. Tout s'écroule ensuite pour Baltimore : Ichiro produit son deuxième point du match, un double de Robinson Canó et une erreur coûtent deux points, Tommy Hunter remplace Johnson et le ballon sacrifice de Nick Swisher porte à 7-2 l'avance des New-Yorkais. CC Sabathia, lanceur partant des Yankees, quitte le match avec un seul retrait à effectuer et remporte la victoire après une performance de 7 retraits sur des prises en 8 manches et deux tiers lancées.

### Match 2
Lundi 8 octobre 2012 au Camden Yards de Baltimore, Maryland.
| Yankees de New York | 1 | 0 | 0 | 0 | 0 | 0 | 1 | 0 | 0 | 2 | 9 | 2 |
| Orioles de Baltimore | 0 | 0 | 2 | 0 | 0 | 1 | 0 | 0 | X | 3 | 7 | 2 |
| Lanceurs partants : NYY : Andy Pettitte BAL : Wei-Yin Chen Vic. : Wei-Yin Chen (1-0) Déf. : Andy Pettitte (0-1) Sauv. : Jim Johnson (1) |   |   |   |   |   |   |   |   |   |   |   |   |

Les Orioles remportent leur premier match de séries éliminatoires depuis le 13 octobre 1997 et leur première partie éliminatoire à Camden Yards depuis le 8 octobre 1997 en arrachant une victoire de 3-2 pour égaler la série, un gain de chaque côté. Ichiro Suzuki marque le premier point de la partie en première manche avec un spectaculaire plongeon au marbre, évitant le gant du receveur Matt Wieters après avoir été poussé à la plaque par un double de Robinson Canó. Les huit premiers frappeurs des Orioles sont retirés par le lanceur Andy Pettitte avant que Baltimore ne compte deux fois en troisième reprise sur le coup sûr de Chris Davis. Mark Reynolds produit un troisième point en sixième manche. Avec un coup sûr contre le lanceur partant Wei-Yin Chen, Derek Jeter ramène les Yankees à un point de leurs adversaires, mais Darren O'Day, Brian Matusz et Jim Johnson blanchissent New York par la suite et les Orioles l'emportent.

### Match 3
Mercredi 10 octobre 2012 au Yankee Stadium, New York, New York.
| Orioles de Baltimore | 0 | 0 | 1 | 0 | 1 | 0 | 0 | 0 | 0 | 0 | 0 | 0 | 2 | 7 | 0 |
| Yankees de New York | 0 | 0 | 1 | 0 | 0 | 0 | 0 | 0 | 1 | 0 | 0 | 1 | 3 | 7 | 0 |
| Lanceurs partants : BAL : Michael Gonzalez NYY : Hiroki Kuroda Vic. : David Robertson (1-0) Déf. : Brian Matusz (0-1) HRs : BAL : Ryan Flaherty (1), Manny Machado (1) NYY : Raúl Ibáñez (1, 2) |   |   |   |   |   |   |   |   |   |   |   |   |   |   |   |

Avant ce match, les Orioles avaient remporté 76 victoires en 76 matchs (incluant les éliminatoires) en 2012 lorsqu'ils avaient l'avance après 7 manches, et gagné 16 parties de suite en manches supplémentaires. Ces deux séquences prennent fin lorsque Raúl Ibáñez, choisi par Joe Girardi comme frappeur suppléant à la place de son joueur vedette Alex Rodriguez, claque un coup de circuit contre Jim Johnson après un retrait en fin de neuvième manche, pour priver les Orioles d'une victoire et créer l'égalité 2-2. En fin de 12e manche, Ibáñez frappe son deuxième circuit en solo du match, cette fois contre le lanceur Brian Matusz, et New York l'emporte 3-2. Dans la défaite, Ryan Flaherty et Manny Machado frappent des circuits pour Baltimore. Machado, âgé de 20 ans et 96 jours, est le deuxième plus jeune joueur de l'histoire à frapper un circuit dans un match éliminatoire après Andruw Jones (19 ans, 177 jours) des Yankees dans la Série de championnat 1996.

### Match 4
Jeudi 11 octobre 2012 au Yankee Stadium, New York, New York.
| Orioles de Baltimore | 0 | 0 | 0 | 0 | 1 | 0 | 0 | 0 | 0 | 0 | 0 | 0 | 1 | 2 | 8 | 1 |
| Yankees de New York | 0 | 0 | 0 | 0 | 0 | 1 | 0 | 0 | 0 | 0 | 0 | 0 | 0 | 1 | 7 | 0 |
| Lanceurs partants : BAL : Joe Saunders NYY : Phil Hughes Vic. : Pedro Strop (1-0) Déf. : David Phelps (0-1) Sauv. : Jim Johnson (2) HRs : BAL : Nate McLouth (1) |   |   |   |   |   |   |   |   |   |   |   |   |   |   |   |   |

Un circuit de Nate McLouth donne les devants 1-0 aux Orioles en cinquième manche mais Robinson Cano provoque l'égalité à la manche suivante. Le pointage de 1-1 persiste jusqu'en début de 13e reprise lorsque Manny Machado amorce la manche avec un double. Il avance au troisième lorsque McLouth est retiré à l'avant-champ et marque sur le double de J. J. Hardy. Les deux clubs utilisent huit lanceurs chacun dans ce match. Pour Baltimore, Darren O'Day blanchit New York pendant deux manches et deux tiers, Pedro Strop ajoute deux manches sans point et Jim Johnson réalise le sauvetage. Les Orioles poussent la série à sa limite en remportant la plus longue partie éliminatoire de l'histoire de leur franchise.

### Match 5
Vendredi 12 octobre 2012 au Yankee Stadium, New York, New York.
| Orioles de Baltimore | 0 | 0 | 0 | 0 | 0 | 0 | 0 | 1 | 0 | 1 | 4 | 0 |
| Yankees de New York | 0 | 0 | 0 | 0 | 1 | 1 | 1 | 0 | X | 3 | 5 | 0 |
| Lanceurs partants : BAL : Jason Hammel NYY : CC Sabathia Vic. : CC Sabathia (2-0) Déf. : Jason Hammel (0-1) HRs: NYY : Curtis Granderson (1) |   |   |   |   |   |   |   |   |   |   |   |   |

Les Yankees frappent leur premier coup sûr contre Jason Hammel en cinquième manche, Mark Teixeira atteignant les sentiers pour venir marquer sur le simple de Raúl Ibáñez. En début de sixième, une décision de l'arbitre Fieldin Culbreth prive Nate McLouth, des Orioles, d'un circuit, lorsqu'il est jugé que la balle avait franchi le pôle de démarcation du champ droit du mauvais côté, pour une fausse balle. Le double d'Ichiro Suzuki et le circuit de Curtis Granderson placent les Yankees en avant 3-0. Seul un simple de Lew Ford en huitième manche évite aux Orioles le blanchissage. CC Sabathia lance un match complet, accordant quatre coups sûrs et retirant 9 frappeurs sur des prises, et les Yankees passent en Série de championnat.

## Athletics d'Oakland vs Tigers de Détroit
Si les Orioles de Baltimore surprennent les observateurs en 2012, les Athletics d'Oakland, autre club auquel on accordait peu de chances en début d'année, étonnent tout autant, en raflant le titre de la division Ouest de la Ligue américaine de façon spectaculaire. Victorieux dans les 6 dernières parties de leur saison, les A's gagnent les 3 derniers matchs au Texas pour s'assurer du titre de section au 162e et dernier match du calendrier régulier. Ils terminent avec la deuxième meilleure fiche de l'Américaine, 94 victoires et 68 défaites, un match devant les Rangers du Texas dans l'Ouest. En route vers ce premier titre de section depuis 2006, les Athletics, gagnants de 20 matchs de plus qu'en 2011, envoient au monticule une rotation de lanceurs partants composée exclusivement de joueurs recrues. Oakland, qui prend part aux éliminatoires pour la première fois depuis 2006, est le 3e champion de division de l'histoire à n'avoir été premier qu'un seul jour, le dernier de la saison, après les Giants de New York de 1951 et les Twins du Minnesota de 2006. Ils ne sont que la 5e équipe à terminer en tête après avoir accusé 13 parties de retard, ce qui était l'avance des Rangers sur Oakland à la fin juin.
Pour la première fois depuis les saisons 1934 et 1935, les Tigers de Détroit alignent deux championnats de division consécutifs. Tout comme en 2011, les Tigers décrochent le titre de la section Centrale de l'Américaine, malgré une performance en deçà des espérances et une régression de sept parties. À la traîne des White Sox de Chicago presque toute l'année, les Tigers prennent le premier rang le 26 septembre et complètent le calendrier régulier avec 88 victoires, 74 défaites et 3 parties d'avance sur leurs poursuivants. Ils sont menés par l'as lanceur Justin Verlander, le premier gagnant en 45 ans de la triple couronne Miguel Cabrera, et Prince Fielder, acquis l'hiver précédent. Détroit a la moins bonne fiche victoires-défaites des six champions de division de la saison 2012, et un dossier identique aux meilleurs deuxièmes de la Nationale, les Cardinals de Saint-Louis.
Les Tigers et les A's ne se sont auparavant affrontés qu'une seule fois en éliminatoires, Oakland remportant trois victoires à deux la Série de championnat 1972 de la Ligue américaine. En sept parties de saison régulière 2012 entre les deux clubs, Détroit a quatre victoires.

### Calendrier des rencontres
| Match | Date       | Visiteur            | Hôte                | Score |
| ----- | ---------- | ------------------- | ------------------- | ----- |
| 1     | 6 octobre  | Athletics d'Oakland | Tigers de Détroit   | 1 - 3 |
| 2     | 7 octobre  | Athletics d'Oakland | Tigers de Détroit   | 4 - 5 |
| 3     | 9 octobre  | Tigers de Détroit   | Athletics d'Oakland | 0 - 2 |
| 4     | 10 octobre | Tigers de Détroit   | Athletics d'Oakland | 3 - 4 |
| 5     | 11 octobre | Tigers de Détroit   | Athletics d'Oakland | 6 - 0 |

### Match 1
Samedi 6 octobre 2012 au Comerica Park, Détroit, Michigan.
| Athletics d'Oakland | 1 | 0 | 0 | 0 | 0 | 0 | 0 | 0 | 0 | 1 | 4 | 1 |
| Tigers de Détroit | 1 | 0 | 1 | 0 | 1 | 0 | 0 | 0 | X | 3 | 7 | 0 |
| Lanceurs partants : OAK : Jarrod Parker DET : Justin Verlander Vic. : Justin Verlander (1-0) Déf. : Jarrod Parker (0-1) Sauv. : José Valverde (1) HRs : OAK : Coco Crisp (1) DET : Alex Avila (1) |   |   |   |   |   |   |   |   |   |   |   |   |

Le premier frappeur du match, Coco Crisp, place Oakland en avant 1-0 avec un coup de circuit aux dépens de l'as des Tigers et gagnant du trophée Cy Young Justin Verlander. Mais ce dernier, qui avait une moyenne de points mérités supérieure à 5,00 dans chaque série éliminatoire à laquelle il avait participé depuis 2006, se ressaisit rapidement et livre une brillante performance en ouverture de la série. Il réussit 11 retraits sur des prises et n'accorde que 3 coups sûrs aux A's. Miguel Cabrera crée l'égalité en fin de première manche, Quintin Berry donne les devants à Détroit en troisième, et Alex Avila fait 3-1 avec un circuit en cinquième contre Jarrod Parker.

### Match 2
Dimanche 7 octobre 2012 au Comerica Park, Détroit, Michigan.
| Athletics d'Oakland | 0 | 0 | 1 | 0 | 0 | 0 | 1 | 2 | 0 | 4 | 9  | 1 |
| Tigers de Détroit | 0 | 0 | 1 | 0 | 0 | 0 | 2 | 1 | 1 | 5 | 11 | 0 |
| Lanceurs partants : OAK : Tommy Milone DET : Doug Fister Vic. : Al Albuquerque (1-0) Déf. : Grant Balfour (0-1) HRs : OAK : Josh Reddick (1) |   |   |   |   |   |   |   |   |   |   |    |   |

Les A's laissent filer trois avances dans cette partie pour quitter Détroit à une défaite de l'élimination. En fin de septième manche, une erreur de Coco Crisp au champ centre sur une balle frappée par Miguel Cabrera fait compter deux points et donne aux Tigers leur première avance du match, 3-2. En début de huitième, le releveur Joaquín Benoit commet un mauvais lancer qui permet à Oakland de compter un point, puis Josh Reddick enchaîne avec un circuit qui porte la marque à 4-3 en faveur des Athletics. En fin de huitième, un autre mauvais lancer, cette fois du lanceur des A's Ryan Cook permet à Don Kelly de filer au marbre, nivelant la marque. Détroit l'emporte en fin de neuvième manche lorsque Grant Balfour, après un retrait, remplit les buts et que le même Kelly met fin au match avec un ballon sacrifice qui fait compter Omar Infante.

### Match 3
Mardi 9 octobre 2012 au O.co Coliseum, Oakland, Californie.
| Tigers de Détroit | 0 | 0 | 0 | 0 | 0 | 0 | 0 | 0 | 0 | 0 | 4 | 0 |
| Athletics d'Oakland | 1 | 0 | 0 | 0 | 1 | 0 | 0 | 0 | X | 2 | 5 | 0 |
| Lanceurs partants : DET : Aníbal Sánchez OAK : Brett Anderson Vic. : Brett Anderson (1-0) Déf. : Aníbal Sánchez (0-1) Sauv. : Grant Balfour (1) HRs: OAK : Seth Smith (1) |   |   |   |   |   |   |   |   |   |   |   |   |

Brett Anderson, qui n'a joué que six matchs en 2012 et revient d'une période d'inactivité de 19 jours après une blessure, est le lanceur partant des A's, qui font face à l'élimination. Il ne donne que deux coups sûrs aux Tigers et retire six adversaires sur des prises dans la victoire de 2-0. Oakland prend les devants dès la première manche alors que Coco Crisp, qui a réussi un simple, marque sur un coup sûr de Yoenis Cespedes. Crisp, qui avait commis une coûteuse erreur dans le second affrontement, se rachète en deuxième manche en volant un circuit à Prince Fielder, le gant au-dessus de la clôture du champ centre. En cinquième, les A's ajoutent un point grâce au circuit de Seth Smith. Les releveurs Ryan Cook, Sean Doolittle et Grant Balfour ferment la porte aux Tigers dans les trois dernières manches.

### Match 4
Mercredi 10 octobre 2012 au O.co Coliseum, Oakland, Californie.
| Tigers de Détroit | 0 | 0 | 1 | 1 | 0 | 0 | 0 | 1 | 0 | 3 | 10 | 1 |
| Athletics d'Oakland | 0 | 0 | 0 | 0 | 0 | 1 | 0 | 0 | 3 | 4 | 8  | 0 |
| Lanceurs partants : DET : Max Scherzer OAK : A. J. Griffin Vic. : Ryan Cook (1-0) Déf. : José Valverde (0-1) HRs : DET : Prince Fielder (1) |   |   |   |   |   |   |   |   |   |   |    |   |

Un simple d'Austin Jackson en troisième manche et le premier coup de circuit de la série de Prince Fielder en quatrième placent les Tigers en avant, 2-0. Coco Crisp amorce la sixième en se rendant sur les sentiers après une erreur du joueur de premier but Fielder et marque sur un double de Stephen Drew, mais en tentant d'étirer son double en triple, ce dernier est retiré au troisième but par un relais de Jackson à Omar Infante puis à Miguel Cabrera. Ceci risque de coûter cher aux Athletics : Détroit ajoute un point en huitième et est à trois retraits d'éliminer Oakland. Le stoppeur José Valverde entre dans le match en fin de neuvième. Il donne un simple à Josh Reddick puis des doubles à Josh Donaldson et Seth Smith, ce dernier faisant marquer deux points pour créer l'égalité 3-3. Valverde n'est pas retiré du match par Jim Leyland et, après avoir forcé deux retraits, accorde à Coco Crisp le coup sûr qui fait compter Smith du deuxième. Oakland arrache une victoire de 4-3 devant ses partisans et force la présentation d'un ultime affrontement.

### Match 5
Jeudi 11 octobre 2012 au O.co Coliseum, Oakland, Californie.
| Tigers de Détroit | 0 | 0 | 2 | 0 | 0 | 0 | 4 | 0 | 0 | 6 | 9 | 0 |
| Athletics d'Oakland | 0 | 0 | 0 | 0 | 0 | 0 | 0 | 0 | 0 | 0 | 4 | 1 |
| Lanceurs partants : DET : Justin Verlander OAK : Jarrod Parker Vic. : Justin Verlander (2-0) Déf. : Jarrod Parker (0-2) |   |   |   |   |   |   |   |   |   |   |   |   |

Avec l'une des meilleures performances de l'histoire récente en match éliminatoire, le lanceur Justin Verlander propulse les Tigers en Série de championnat pour une seconde saison consécutive. Le droitier lance un match complet et un blanchissage, limitant les Athletics à quatre coups sûrs et retirant 11 adversaires sur des prises.